# Biuletyn Fotograficzny
Biuletyn Fotograficzny – polski ilustrowany miesięcznik o tematyce fotograficznej, wydawany w Krakowie w latach 2001–2009.

## Historia
Biuletyn Fotograficzny był czasopismem (miesięcznikiem) poświęconym fotografii, skierowanym do wszystkich pasjonatów fotografii – artystów fotografów, fotoamatorów, fotografów zawodowych. W latach 2001–2004 był miesięcznikiem o zasięgu lokalnym (krakowskim), od 2004 roku był miesięcznikiem o charakterze ogólnokrajowym. W latach 2001–2008 był wydawany w wersji czarno-białej, od 2008 roku – w wersji kolorowej. Biuletyn Fotograficzny ukazywał się regularnie – w ilości 12 numerów rocznie, w tym dwa numery podwójne – styczeń i luty oraz lipiec i sierpień (10 zeszytów). Współzałożycielką oraz redaktorem naczelnym Biuletynu Fotograficznego była Maja Herzog (artystka fotograf, dziennikarka). Jej zastępczyniami były Marta Eloy Cichocka i Anna Cymer. 
Biuletyn Fotograficzny sprawował patronat medialny nad wieloma wydarzeniami związanymi z fotografią (imprezy, konkursy fotograficzne, prezentacje). Współpracował z licznymi placówkami kulturalnymi – m.in. z Centrum Sztuki i Techniki Japońskiej Manggha, Centrum Sztuki Współczesnej Zamek Ujazdowski, Galerią Sztuki Współczesnej Bunkier Sztuki, Gdańską Galerią Fotografii, Instytutem Goethego, Muzeum Narodowym w Gdańsku, Wojewódzką Biblioteką Publiczną i Centrum Animacji Kultury w Poznaniu, Zachętą Narodową Galerią Sztuki. Czasopismo miało swoich współpracowników w Niemczech, Francji, Wielkiej Brytanii. 
Zawartość czasopisma stanowiły aktualne wiadomości fotograficzne, informacje o konkursach fotograficznych, warsztatach, wydarzeniach, wystawach. Część czasopisma stanowiły ilustrowane artykuły o fotografii, estetyce w fotografii. Wiele miejsca poświęcono esejom, monografiom, wywiadom odnoszącym się do prezentacji polskiej oraz światowej fotografii. Część miesięcznika stanowiły reklamy nawiązującą do tematyki fotograficznej. Charakterystyczną cechą miesięcznika był temat przewodni poszczególnych numerów. 
Ostatni numer Biuletynu Fotograficznego ukazał się w czerwcu 2009 roku (91; 6/2009).